# 부곡하와이
부곡하와이(釜谷하와이)는 대한민국 경상남도 창녕군 부곡면 거문리에 있던 리조트이다. 호텔, 워터파크, 온천, 놀이동산 등의 시설을 갖추고 있던 곳이었다. 1979년에 창녕 도천면 출신의 배종성이 세웠고, 그로부터 38년만인 2017년 5월 28일에 경영 악화를 이유로 폐업하였다.

## 개요
부곡하와이는 해외 여행이 자유롭지 못했던 1979년에 처음 문을 열어 서민 휴양지로 발돋움한 곳이다. 대인 입장료는 9천원이었는데 이 입장권으로 실내수영장, 온천, 식물원, 수백 종의 동물 박제가 전시된 백농관 등을 이용할 수 있었다. 국내 워터파크 및 물놀이 시설 중 유일무이하게 먹거리를 챙겨 입장할 수 있는 곳이었으며, 구내에 식당 등의 점포도 많이 있었다. 호황기에는 "나 이번에 하와이 다녀왔어. 부곡하와이."라는 유행어가 떠돌기도 했으며, 1980년대 트로트 가수들과 화려한 외국 댄서들이 이곳 무대에서 공연을 하기도 했다. 1980년대부터 이곳에는 연간 200만명이 넘는 인파가 찾았다.

## 막대한 적자 및 경영난으로 인한 폐업
그러나 최근에 영남 지역에 통도아쿠아환타지아, 블루원워터파크, 스파밸리 등 많은 워터파크 및 휴양지가 개장함에 따라 이곳의 수요는 1990년대  중반부터 조금씩 하락세를 타기 시작하였으며, 약 15년 후인 2010년대에 들어서면서 호황기 때 200만명이 이곳을 찾을 때 비해 10분의 1 정도 밖에 미치지 못하는 24만명 정도만 찾는 등 이용객 수가 크게 떨어졌다. 2014년 5월 30일에 이곳에서 불과 46km 정도 밖에 떨어지지 않은 곳에 김해 롯데 워터파크까지 오픈하면서 이곳을 찾던 인파가 김해 롯데 워터파크 쪽으로 크게 분산되어 이용률이 더 떨어졌고, 이로 인해 경영난까지 발생하여 운영하기가 매우 어려워졌다. 결국 100억원이 넘는 막대한 적자를 면치 못해 2017년 5월 28일에 38년 역사를 간직하고 마지막 영업을 끝으로 폐업(廢業)하였다. 그러나 창녕군청은 재개장 및 매각절차를 하겠다고 한다.

## 역사
- 1979년: 개장
- 2017년 5월 28일: 폐업

## 같이 보기
- 부곡온천